# Panayótis Lambrías
Panayótis Lambrías (grec moderne : Παναγιώτης Λαμπρίας ; né le 1er septembre 1926 et mort le 3 mars 2001) est un homme politique grec. Il est député européen.